# Avenches
Avenches (en latín Aventicum, antiguamente en alemán Wifflisburg) es una comuna y ciudad histórica suiza del cantón de Vaud, situada en el distrito de Broye-Vully, a orillas del lago de Morat. Limita al norte con las comunas de Vully-les-Lacs, al noreste con Faoug, al este con Villarepos (FR), al sureste con Misery-Courtion (FR), al sur con Léchelles (FR), al suroeste con Domdidier (FR), y al oeste con Saint-Aubin (FR) y Villars-le-Grand.
La comuna fue capital hasta el 31 de diciembre de 2007 del distrito de Avenches y del círculo de Avenches. Desde el 1 de julio de 2006 incluye la antigua comuna de Donatyre y desde el 1 de julio de 2011 el de la antigua comuna de Oleyres.

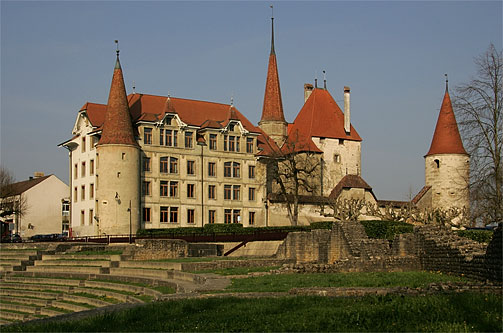
Castillo de Avenches.